# Slag om Fort Bisland
De Slag om Fort Bisland vond plaats op 12 april en 13 april 1863 in het zuiden van Louisiana tijdens de Amerikaanse Burgeroorlog.

## Achtergrond
Nathaniel P. Banks werd op 16 december 1862 bevelhebber van het XIX korps, Department of the Gulf. Hij kreeg het bevel om het Zuidelijke Port Hudson aan te vallen, terwijl generaal Ulysses S. Grant Vicksburg zou innemen. Banks wist dat het geen gemakkelijke campagne zou worden. Het gebied rond New Orleans was moerassig en vol ziekteverwekkers. Het Army of Western Louisiana onder generaal Richard Taylor was het ander obstakel.
Banks stelde het volgende plan op. Hij zou zijn korps naar Alexandria sturen. Daardoor zou hij het Bayou Techegebied in handen krijgen dat rijk is aan natuurlijke voorraden. De volgende stap was om bevoorradingsposten in te richten langs de opmarsroute terwijl hij naar Port Hudson zou oprukken. Hij hoopte op een snelle opmars. De snelle opmars zou ernstig vertraagd worden door de serie kleine aanvallen van Taylors leger. De eerste confrontatie vond plaats bij Fort Bisland nabij St. Mary Parish, Louisiana.

## De slag
Op 9 april 1865 vertrok het leger uit New Orleans. Twee divisies van het XIX korps staken Berwick Bay over. Op 11 april waren alle divisies op weg. Taylor was op de hoogte van de vooruitgang van Banks dankzij de goede verkenning van zijn cavalerie onder leiding van generaal Thomas Green. Green schaduwde zijn tegenstander tijdens de volledige opmars en rapporteerde elk detail aan Taylor.
Op 12 april stuurde Banks zijn derde divisie, onder leiding van brigadegeneraal Cuvier Grover, de Atchafalava-rivier op om achter het vijandelijk leger te landen en ze eventueel op te vangen mochten ze zich terugtrekken uit Fort Bisland. Generaal Taylor stuurde onderdelen van Green’s cavalerie vooruit om de vijandelijke opmars te vertragen. Ook stuurde hij eenheden onder leiding van brigadegeneraal Alfred Mouton om de opmars van Grover’s divisie te volgen. In de late namiddag arriveerden Noordelijke eenheden voor het fort en vormden een slaglinie. Tot de nacht viel volgde een artillerieduel tussen de beide tegenstanders. Daarna bivakkeerden de Noordelijken in een nabijgelegen kamp.
Op 13 april rond 09.00 uur trokken de Noordelijke troepen op naar Fort Bisland. De gevechten begonnen rond 11.00 en duurden voort tot de avondschemering. Naast het garnizoen in het fort, vuurde een Zuidelijke kanonneerboot eveneens op de Noordelijke troepen. Tegen de late namiddag verschenen er Noordelijke kanonneerboten op het toneel.
Tegen de avond werd het vuren gestaakt. Toen Taylor vernam dat de derde Noordelijke divisie geland was in de achterhoede en zijn terugtocht kon afsnijden, besliste hij om zijn mannen, voorraden en wapens te evacueren. Een kleine eenheid bleef achter om de vijandelijke opmars te vertragen. De volgende morgen troffen Banks en zijn mannen het fort verlaten aan.

## Gevolgen
Fort Bisland was gevallen. Banks vervolgde zijn opmars door Bayou Teche op weg naar zijn doel, Alexandria, Louisiana.
De volgende confrontatie zou plaatsvinden in de Slag bij Irish Bend.